# Priboieni
Priboieni é uma comuna romena localizada no distrito de Argeş, na região de Muntênia. A comuna possui uma área de 23.02 km² e sua população era de 3502 habitantes segundo o censo de 2007.